# Borden Classic 1978 - Singolare
Il singolare del torneo di tennis Borden Classic 1978, facente parte dei Tornei di tennis femminili indipendenti nel 1978, ha avuto come vincitrice Tracy Austin che ha battuto in finale Martina Navrátilová con il punteggio di 6–1, 6–1.

## Teste di serie
1. Martina Navrátilová (semifinali)

1. Tracy Austin (Campionessa)

## Tabellone

### Legenda
| - Q = Qualificato - WC = Wild card - LL = Lucky loser | - ALT = Alternate - SE = Special Exempt - PR = Protected Ranking | - w/o = Walkover - r = Ritirato - d = Squalificato |

|  | Primo turno     | Primo turno     | Primo turno     | Primo turno | Primo turno |  |  | Semifinali | Semifinali          | Semifinali          | Semifinali   | Semifinali   |   |   | Finale | Finale              | Finale              | Finale | Finale |  |
|  |                 |                 |                 |             |             |  |  |            |                     |                     |              |              |   |   |        |                     |                     |        |        |  |
|  |                 |                 |                 |             |             |  |  |            |                     |                     |              |              |   |   |        |                     |                     |        |        |  |
|  |                 |                 |                 |             |             |  |  | 1          | Martina Navrátilová | Martina Navrátilová | 6            | 6            |   |   |        |                     |                     |        |        |  |
|  | Virginia Ruzici | Virginia Ruzici | Virginia Ruzici | 6           | 6           |  |  |            | Virginia Ruzici     | Virginia Ruzici     | 4            | 3            |   |   |        |                     |                     |        |        |  |
|  | Betty Stöve     | Betty Stöve     | Betty Stöve     | 3           | 1           |  |  |            |                     |                     |              |              |   |   | 1      | Martina Navrátilová | Martina Navrátilová | 1      | 1      |  |
|  | Kathy May       | Kathy May       | Kathy May       | 6           | 6           |  |  |            |                     | 2                   | Tracy Austin | Tracy Austin | 6 | 6 |        |                     |                     |        |        |  |
|  | Rosie Casals    | Rosie Casals    | Rosie Casals    | 0           | 1           |  |  |            | Kathy May           | Kathy May           | 3            | 2            |   |   |        |                     |                     |        |        |  |
|  |                 |                 |                 |             |             |  |  | 2          | Tracy Austin        | Tracy Austin        | 6            | 6            |   |   |        |                     |                     |        |        |  |
|  |                 |                 |                 |             |             |  |  |            |                     |                     |              |              |   |   |        |                     |                     |        |        |  |